# Борисанов Василь Тихонович
Василь Тихонович Бориса́нов (нар. 25 грудня 1912, Кривий Ріг — пом. 12 січня 1981, Одеса) — український радянський скульптор; член Спілки художників України з 1962 року.

## Біографія
Народився 12 [25] грудня 1912 року в місті Кривому Розі (тепер Дніпропетровська область, Україна). Протягом 1930—1932 років навчався в Харківському художньому інституті. 1936 року закінчив Одеське художнє училище (викладачі Григорій Теннер, Яків Борченко і Олексій Шовкуненко).
Протягом 1936–1941, 1944–1945 працював в Одеській скульпторній майстерні «Художник». З 1950 по 1960 рік жив і працював в місті Жданові. У 1960–1963 роках знову в Одеській скульпторній майстерні «Художник», а з 1963 року в Одеських майстернях Художнього фонду УРСР. Жив в Одесі, в будинку на вулиці Пастера № 23, квартира 23. Помер в Одесі 12 січня 1981 року.

## Творчість
Працював в галузі станкової та монументальної скульптури, в основному в портретному жанрі. Серед робіт:
- «Чапаєв на коні» (1938; у співавторстві з Федором Кіріазі);
- «Володимир Маяковський» (1939; у співавторстві з Федором Киріазі);
- «Сталевар» (1953; у співавторстві з Федором Киріазі);
- «Перша Кінна армія в боротьбі за владу Рад» (1957; у співавторстві з Федором Киріазі);
- портрет знатного сталевара заводу «Азовсталь» Героя Соціалістичної Праці Василя Шкуропата (1960; у співавторстві з Федором Киріазі);
- «Тарас Григорович Шевченко» (1961; у співавторстві з Федором Киріазі).
- «Шевченко-бунтар» (1963).

У Маріуполі, на центральній алеї Міського саду, встановлені погруддя Олександра Пушкіна, Миколи Чернишевського, Володимира Маяковського і Михайла Ломоносова роботи Василя Борисанова і Федора Киріазі. 
Брав участь у республіканських виставках з 1939 року, зокрема:
- до 300-річчя возз'єднання України з Росією (Київ, 1954);
- «Радянська Україна» (Москва, 1960);
- до 100-річчя від дня смерті Тараса Шевченка (Київ, 1961).